# Lijepe žene prolaze kroz grad
Lijepe žene prolaze kroz grad je jugoslovenski film iz 1986. godine u režiji Želimira Žilnika. Film je snimljen u produkciji Art filma po scenariju Želimira Žilnika i Miroslava Mandića. U ovom filmu, svoju prvu ulogu, odigrao je Vjeran Miladinović Merlinka.

## O filmu
Radnja se događa 7. jula 2041. godine Beograd je napušten i ruiniran grad prepun smeća. U njemu živi nekoliko staraca: bivši novinar sa ćerkom, bivši političar sa ženom i bivši policajac koji čuva internat sa osam devojaka. Starci vaspitavaju devojke u duhu tradicije nekadašnjih jugoslovenskih naroda, što je rizičan posao jer južnom Evropom hara banda koja zabranjuje svako prisećanje na prošlost. Priča počinje u trenutku kada bivši novinar sa preostalim stanovnicima pokreće akciju za oživljavanje Beograda, želeći da na taj način proslave stogodišnjicu Narodnooslobodilačke borbe naroda Jugoslavije u Drugom svetskom ratu.

## Uloge
| Glumac                      | Uloga                |
| --------------------------- | -------------------- |
| Ljuba Tadić                 | Matija               |
| Svetolik Nikačević          | Špira                |
| Nikola Milić                | Nikola               |
| Rahela Ferari               | Špirina žena         |
| Milena Dravić               | Rahela               |
| Rade Marković               |                      |
| Nadežda Banović             | Matijina ćerka       |
| Mia Begović                 | Devojka iz internata |
| Milana Bosić                | Devojka iz internata |
| Tomislav Gotovac            | Inspektor            |
| Vjeran Miladinović Merlinka |                      |

## Kulturno dobro
Jugoslovenska kinoteka je, u skladu sa svojim ovlašćenjima na osnovu Zakona o kulturnim dobrima, 28. decembra 2016. godine proglasila sto srpskih igranih filmova (1911-1999) za kulturno dobro od velikog značaja. Na toj listi se nalazi i film "Lijepe žene prolaze kroz grad".

## Spoljašnje veze
- Lijepe žene prolaze kroz grad на веб-сајту  (језик: енглески)
- Filmska banka Lijepe žene prolaze kroz grad